# Kotuszów (gromada)
Kotuszów – dawna gromada, czyli najmniejsza jednostka podziału terytorialnego Polskiej Rzeczypospolitej Ludowej w latach 1954–1972.
Gromady, z gromadzkimi radami narodowymi (GRN) jako organami władzy najniższego stopnia na wsi, funkcjonowały od reformy reorganizującej administrację wiejską przeprowadzonej jesienią 1954 do momentu ich zniesienia z dniem 1 stycznia 1973, tym samym wypierając organizację gminną w latach 1954–1972.
Gromadę Kotuszów z siedzibą GRN w Kotuszowie utworzono – jako jedną z 8759 gromad na obszarze Polski – w powiecie buskim w woj. kieleckim, na mocy uchwały nr 13a/54 WRN w Kielcach z dnia 29 września 1954. W skład jednostki weszły obszary dotychczasowych gromad Kotuszów, Jabłonica i Korytnica ze zniesionej gminy Kurozwęki w tymże powiecie. Dla gromady ustalono 9 członków gromadzkiej rady narodowej.
1 stycznia 1956 gromadę włączono do powiatu staszowskiego w tymże województwie.
31 grudnia 1961 gromadę zniesiono, a jej obszar włączono do gromad Chańcza (wsie Korytnica i Papiernia Korytnicka) i Kurozwęki (wsie Kotuszów i Jabłonica, przysiółki Dorozów i Góry Jabłonickie oraz teren byłego folwarku Kotuszów).